# Alpi Venoste
Le Alpi Venoste (in tedesco Ötztaler Alpen) sono una sottosezione delle Alpi Retiche orientali, poste a cavallo del confine tra Italia e Austria, prendendo il nome dalla Val Venosta che le contorna a sud ed ovest oppure, secondo la denominazione in lingua tedesca, dalla Ötztal, valle austriaca che le contorna a nord-est.

## Classificazione

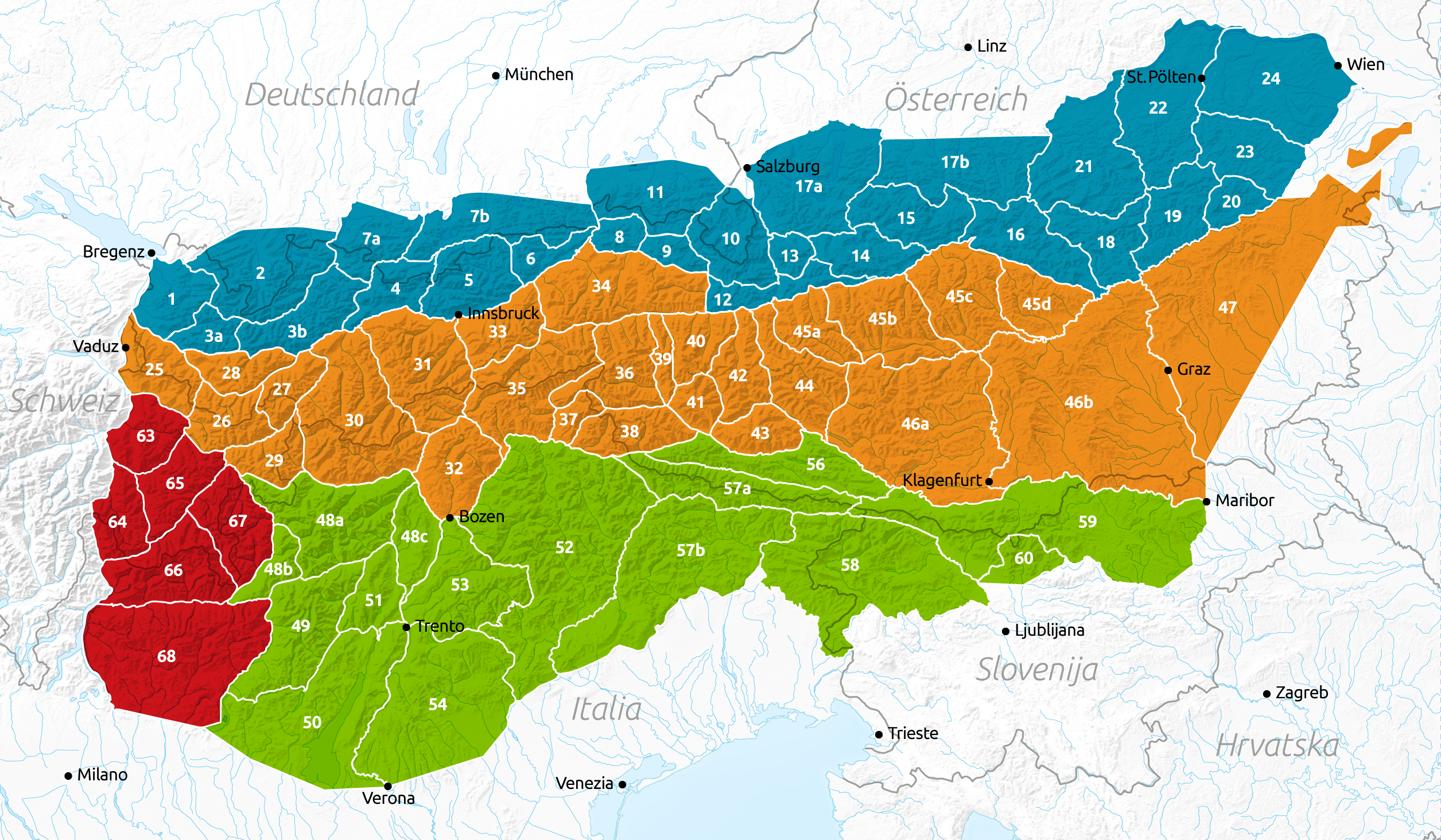
Le Alpi Venoste secondo l'AVE sono individuate dal numero 30.

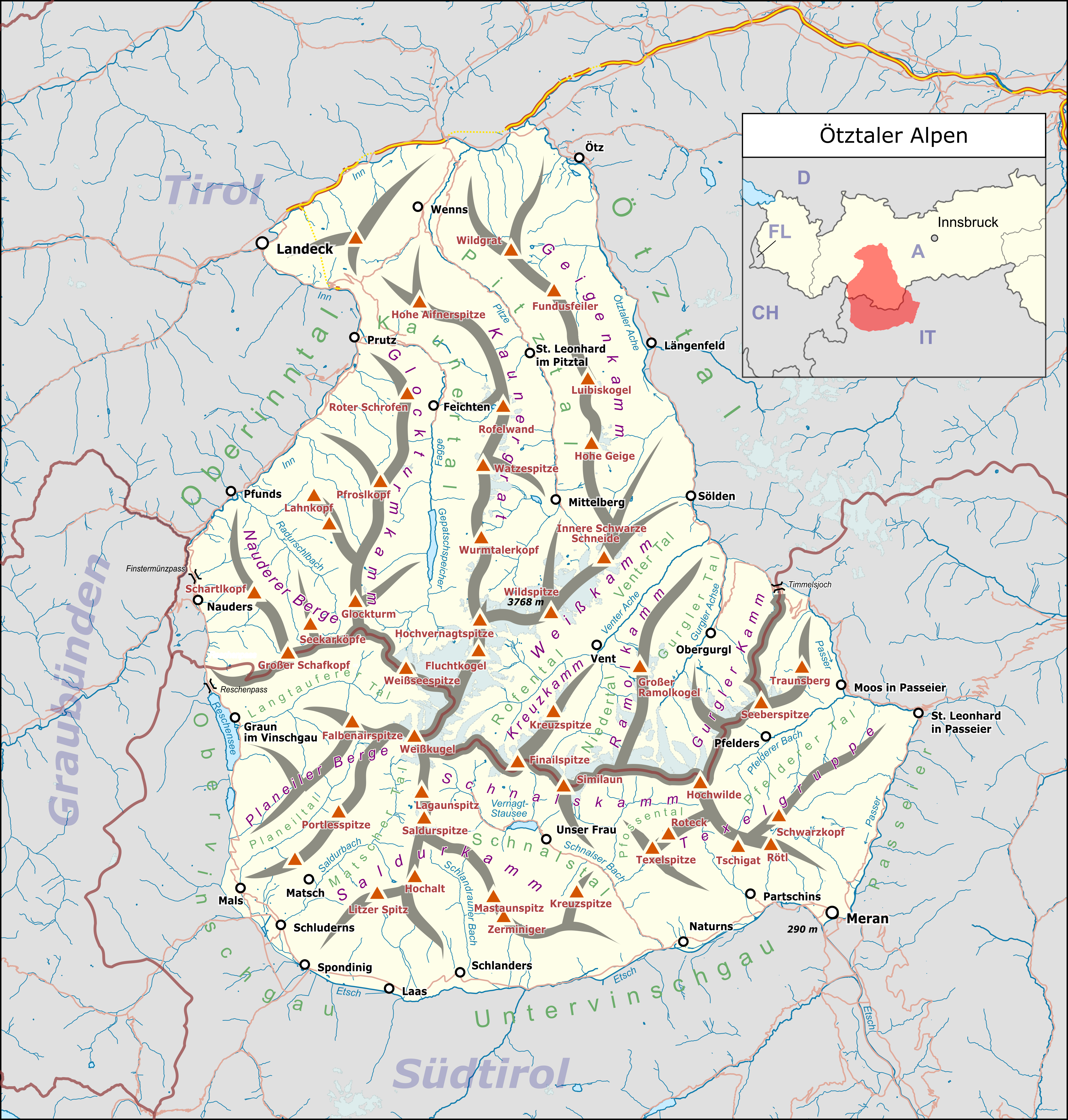
Cartina dettagliata del gruppo montuoso.

Secondo la SOIUSA le Alpi Venoste sono una sottosezione alpina con la seguente classificazione:
- Grande parte = Alpi Orientali
- Grande settore = Alpi Centro-orientali
- Sezione = Alpi Retiche orientali
- Sottosezione = Alpi Venoste
- Codice = II/A-16.I

Secondo la Partizione delle Alpi, le Alpi Venoste sono un gruppo della sezione delle Alpi Retiche.
Secondo la suddivisione didattica tradizionale, le Alpi Venoste sono invece un gruppo delle Alpi Atesine.
Secondo l'AVE costituiscono il gruppo n. 30 di 75 nelle Alpi Orientali.

## Geografia

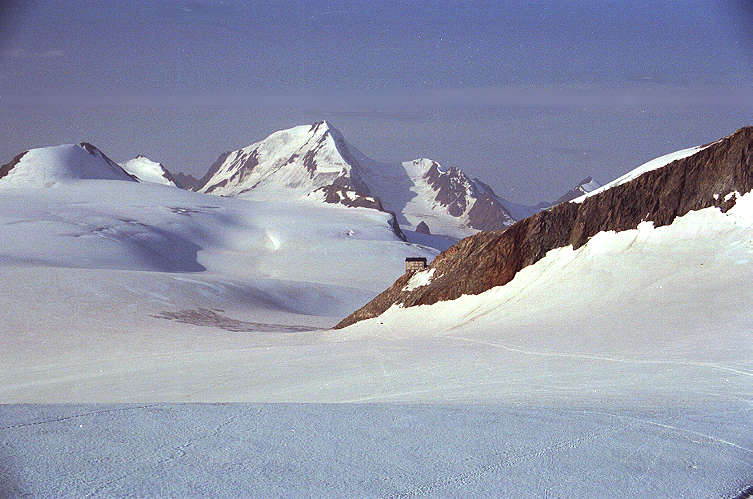
La Palla Bianca

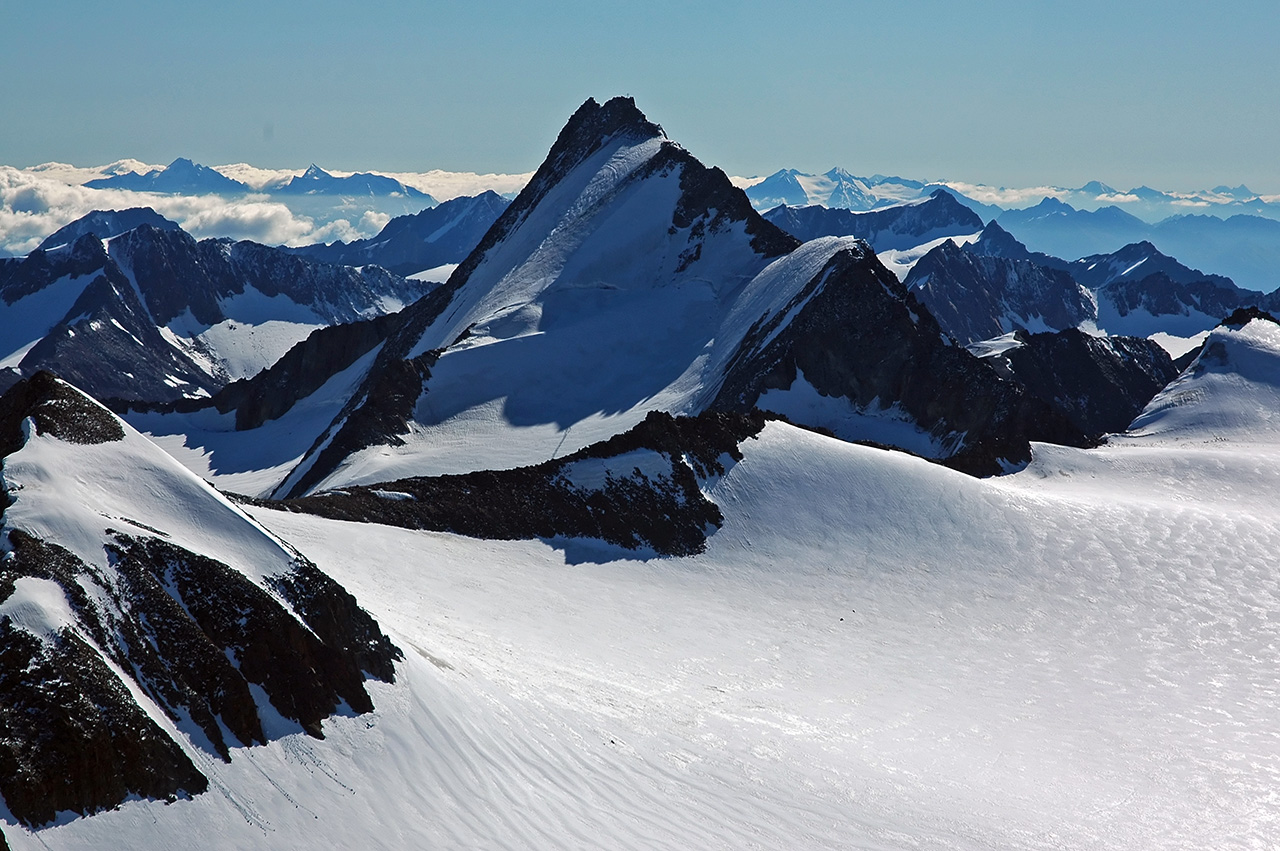
Cima Nera

Si estendono dal passo di Resia (ad ovest) fino al passo del Rombo (ad est). La sezione in territorio italiano appartiene alla provincia autonoma di Bolzano ed è contornata a sud dalla Val Venosta. La sezione in territorio austriaco è contornata ad ovest dalla valle che scende a Landeck e ad est dalla Ötztal, valle che sale al passo del Rombo.
Le Alpi Venoste sono attraversate da numerose valli strette e profonde, tra le quali la Val Senales, la valle del Rio Carlino (Valle Lunga), la valle del rio Puni (Planol) e quella del rio Saldura (Val di Mazia). In prossimità del passo di Resia si trovano le sorgenti dell'Adige. Nei circhi glaciali del versante settentrionale, si trovano numerosi laghetti, tra cui il Rifflsee, il più grande, situato alla quota di 2.232 metri presso la località di Mittelberg nel Tirolo austriaco.
Nell'alta Val Venosta si trova il lago di Resia, in prossimità del passo omonimo, che è il lago più grande dell'Alto Adige.
Confinano:
- a nord prima con le Alpi della Lechtal (nelle Alpi Calcaree Nordtirolesi) e separate dal corso del fiume Inn;
- a nord poi con i Monti di Mieming e del Wetterstein (nelle Alpi Calcaree Nordtirolesi) e separate dal corso del fiume Inn;
- a nord-est con le Alpi dello Stubai (nella stessa sezione alpina) e separate dalla Val Passiria dal Passo del Rombo e dalla Ötztal;
- a sud-est con le Alpi Sarentine (nella stessa sezione alpina)  e separate dalla Val Passiria;
- a sud con le Alpi dell'Ortles (nelle Alpi Retiche meridionali) e separate dalla Val Venosta;
- ad ovest prima con le Alpi della Val Müstair (nelle Alpi Retiche occidentali)  e separate dall'alta Val Venosta e dal Passo di Resia;
- ad ovest poi con le Alpi del Silvretta, del Samnaun e del Verwall (nelle Alpi Retiche occidentali) e separate dal corso del fiume Inn.

## Suddivisione

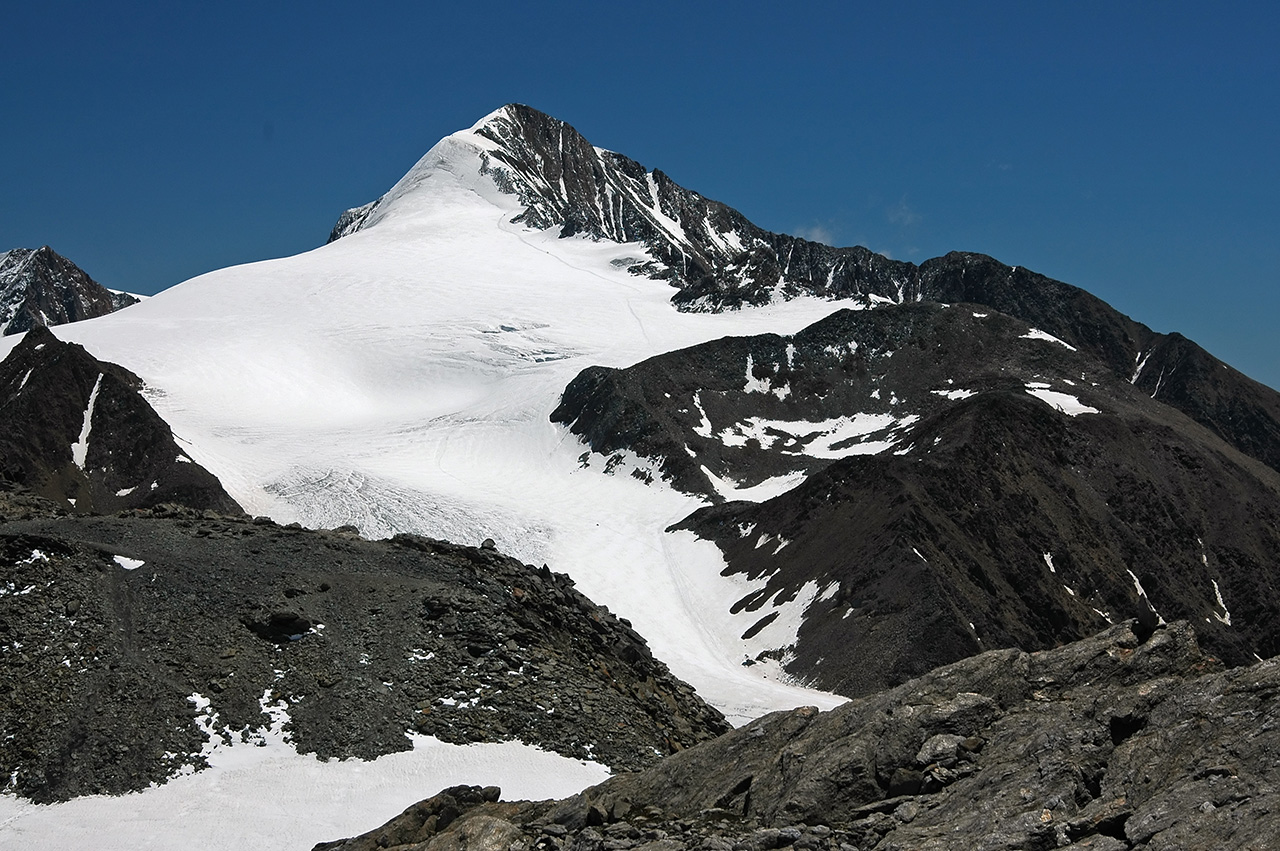
Similaun

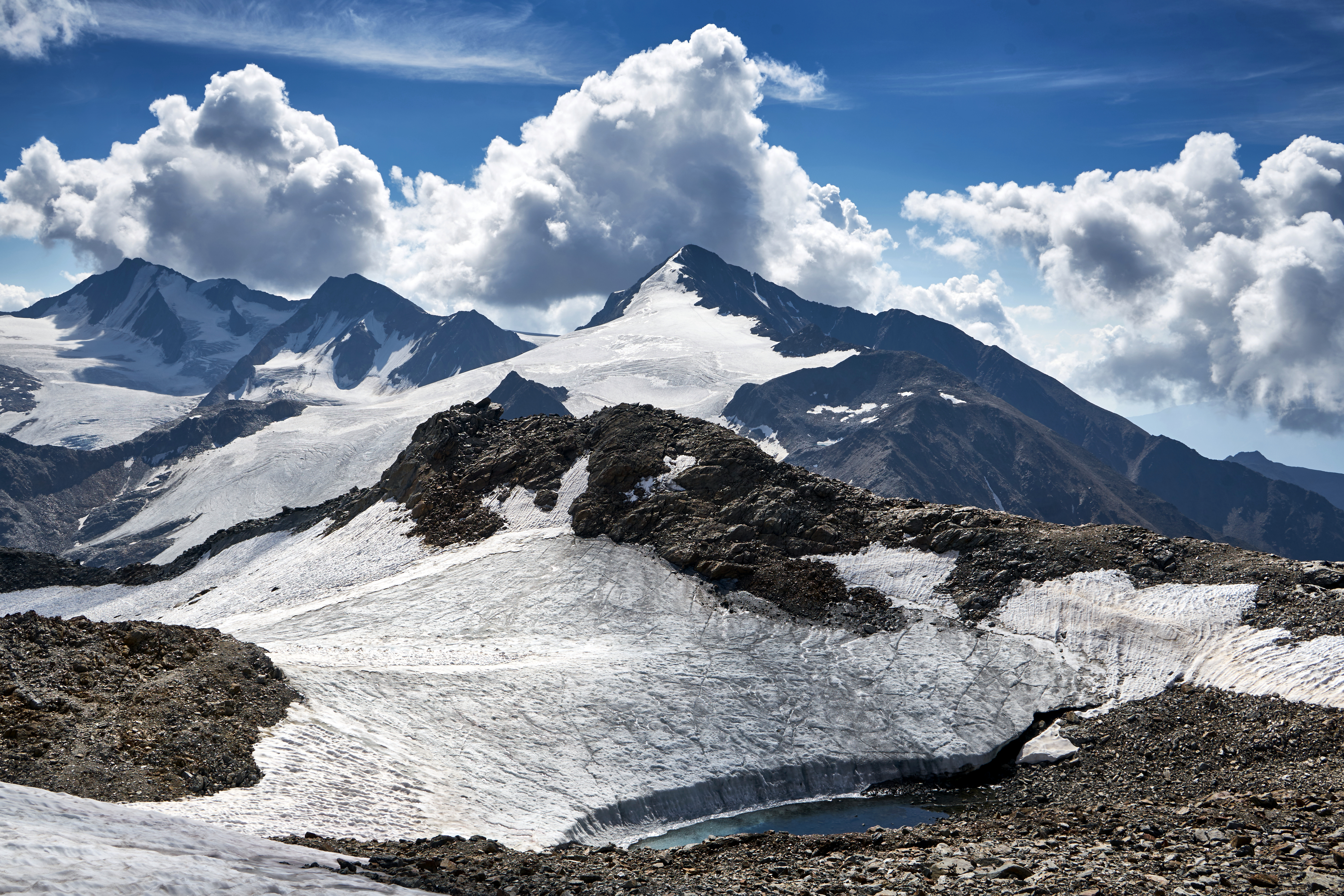
Cresta di Senales

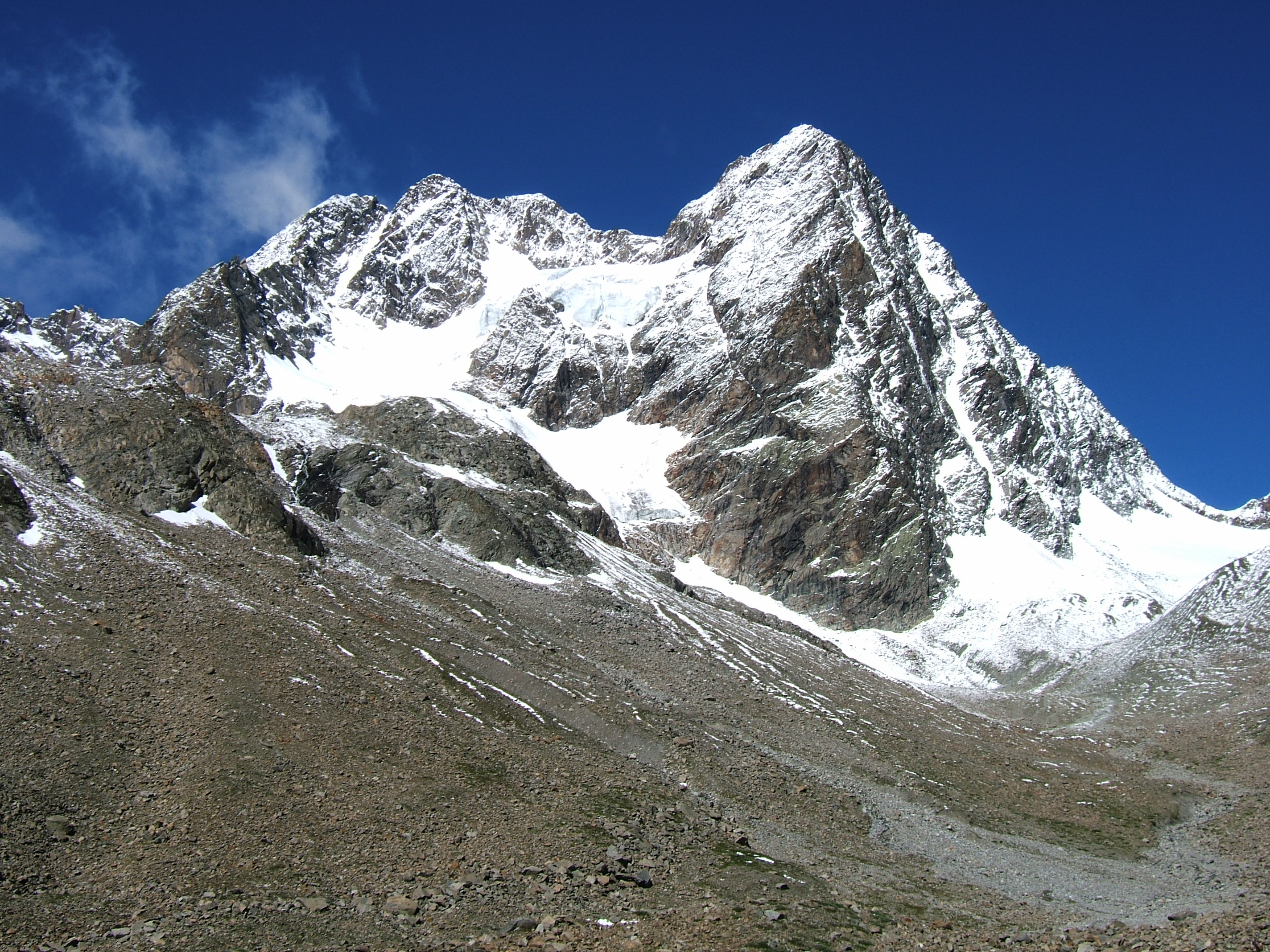
Watzespitze

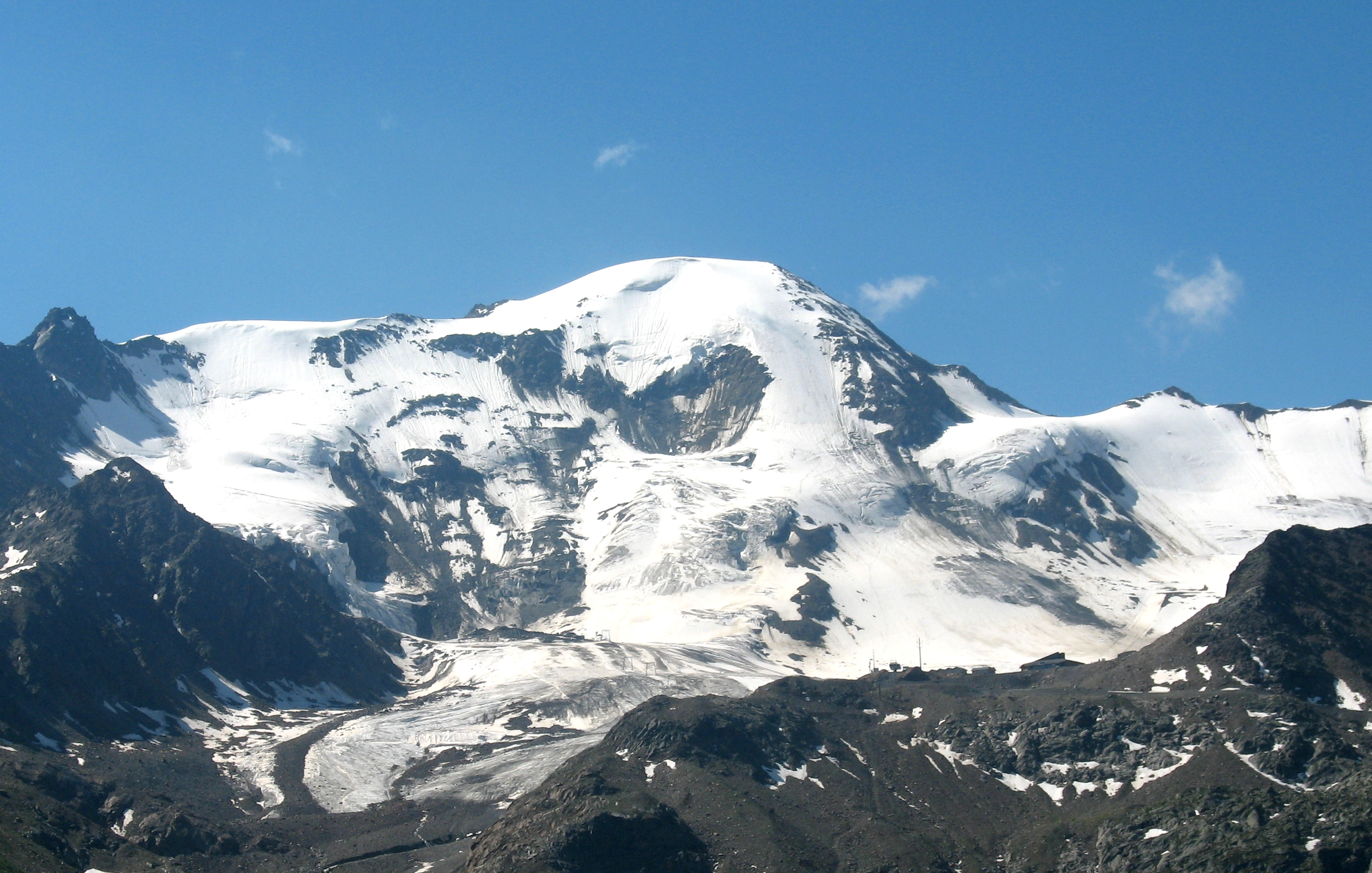
Weisssespitze

Secondo la SOIUSA le Alpi Venoste sono suddivise in tre supergruppi e nove gruppi (tra parentesi i codici SOIUSA dei supergruppi, gruppi e sottogruppi):
- Alpi Venoste Orientali (A)[4]
  - Gruppo della Punta della Gallina (1)
    - Catena della Cima della Pecora (Nauderer Berge) (1.a)
    - Nodo della Punta Gallina (Glockturmkamm) (1.b)

  - Gruppo della Palla Bianca (Weißkamm) (2)
    - Gruppo della Cima del Lago Bianco (2.a)
    - Nodo del Wildspitze (2.b)
    - Nodo del Mittagskogel (2.c)
    - Nodo dello Schwarze Schneide (2.d)
    - Nodo della Palla Bianca (2.e)
    - Nodo della Punta di Oberettes (2.f)
    - Cresta del Diavolo (2.g)

  - Gruppo Valbennaria-Rovina (Planeiler Berge) (3)
    - Costiera della Punta di Valbennaria (Falbenairspitze) (3.a)
    - Costiera della Cima della Rovina (Rabenkopf) (3.b)

  - Gruppo Saldura-Mastaun (Saldurkamm) (4)
    - Gruppo della Saldura (4.a)
    - Catena della Cima di Mastaun (4.b)

  - Cresta di Senales (Schnalskamm) (5)
    - Gruppo della Punta di Finale (Finalspitze) (5.a)
    - Gruppo del Similaun (A.5.b)
    - Costiera dello Schalfkogl (A.5.c)
    - Costiera del Ramolkogl (A.5.d)
    - Nodo dell'Altissima (Hochwilde (5.e)
- Alpi Passirie (in senso ampio) (B)[5]
  - Giogaia di Tessa (B.6)
    - Gruppo della Fiammante (B.6.a)
    - Gruppo del Monterosso (B.6.b)
    - Gruppo del Gigot (B.6.c)

  - Crinale di Gurgle, o Alpi Passirie in senso stretto (B.7)
    - Gruppo della Cima delle Anime (B.7.a)
    - Gruppo della Cima della Chiesa (B.7.b)
    - Costiera del Monte Drone (B.7.c)
    - Gruppo del Monte Principe (B.7.d)
    - Gruppo del Monte Re (B.7.e)
- Alpi Venoste del Nord (C)[6]
  - Costiera Kaunergrat-Venetberg (C.8)
    - Kaunergrat (C.8.a)
    - Venetberg (C.8.b)

  - Geigenkamm (C.9)

## Vette

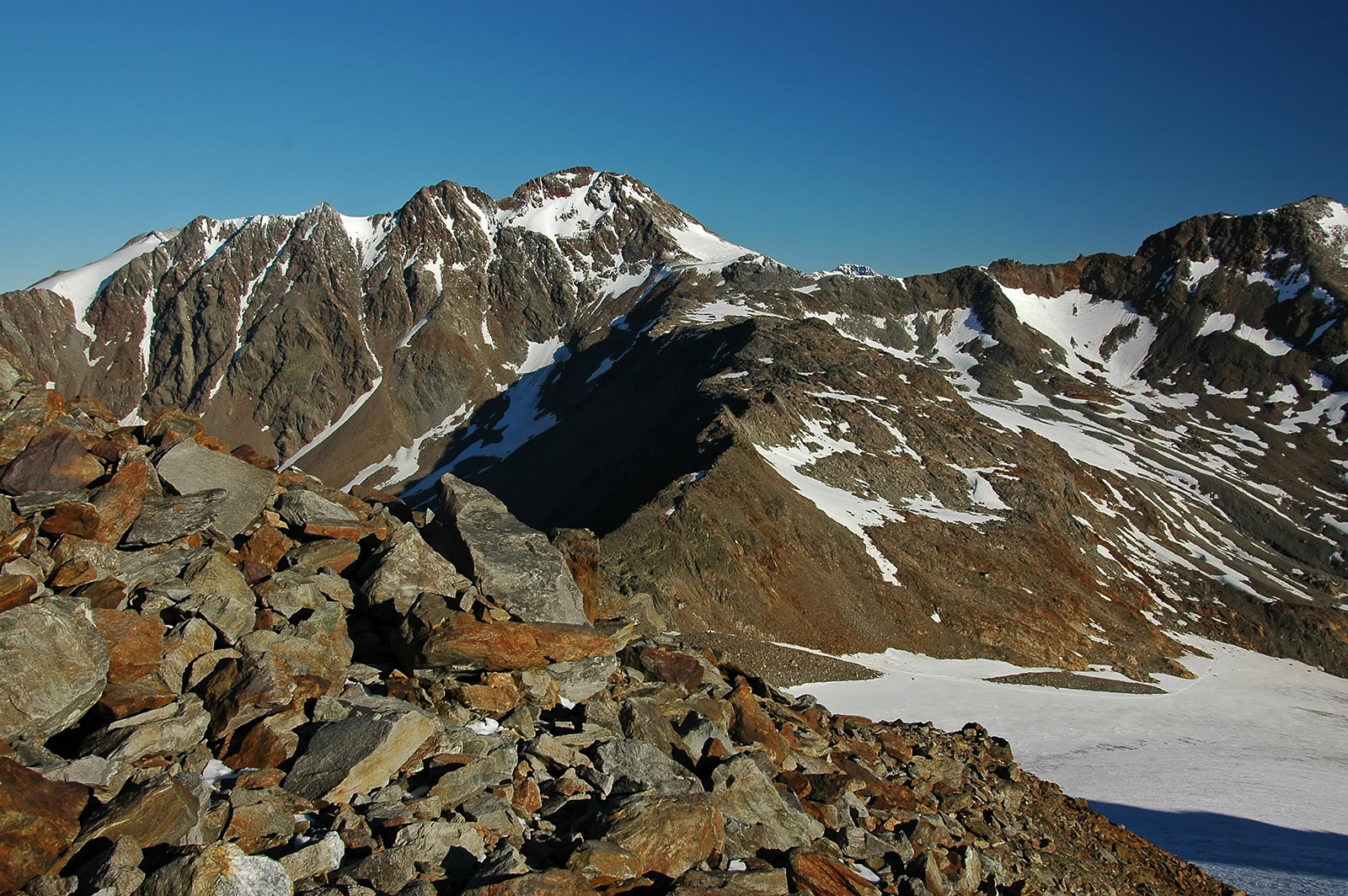
Punta di Finale

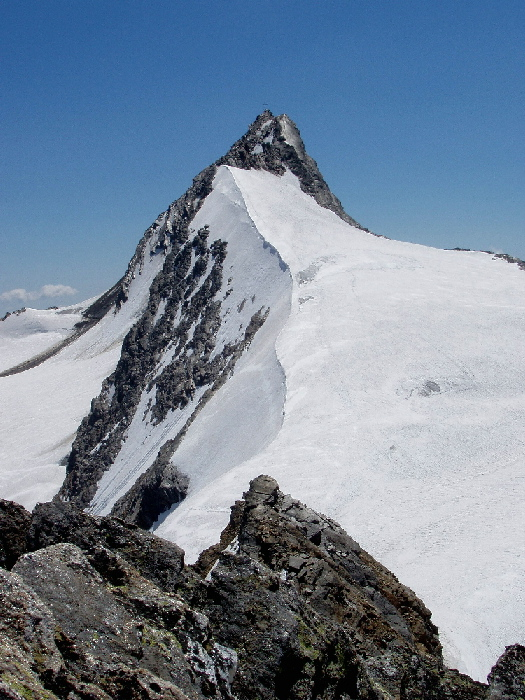
Cima Altissima

Le cime più importanti sono:
| Montagna                                             | Altezza (metri) |
| ---------------------------------------------------- | --------------- |
| Wildspitze                                           | 3772            |
| Palla Bianca / Weißkugel                             | 3739            |
| Hinterer Brochkogel                                  | 3635            |
| Cima Nera / Hintere Schwärze                         | 3624            |
| Similaun                                             | 3599            |
| Ötztaler Urkund                                      | 3554            |
| Cima Barba d'Orso di Dentro / Innerer Bärenbartkogel | 3553            |
| Punta di Marzèl Est / Östliche Marzellspitze         | 3550            |
| Grosser Ramolkogel                                   | 3550            |
| Schalfkogel                                          | 3537            |
| Hochvernagtspitze                                    | 3535            |
| Wazespitze                                           | 3537            |
| Punta Vallelunga / Langtauferer Spitze               | 3528            |
| Cima del Lago Bianco / Weißseespitze                 | 3526            |
| Mutmalspitze                                         | 3525            |
| Cima della Sorgente di Dentro / Innere Quellspitze   | 3516            |
| Punta di Finale / Fineilspitze                       | 3514            |
| Fluchtkogel                                          | 3497            |
| Cima Altissima / Hochwilde                           | 3480            |
| Cima delle Anime / Hinterer Seelenkogel              | 3470            |
| Punta d'Oberettes /Schwemser Spitze                  | 3459            |
| Kreuzspitze                                          | 3455            |
| Monte Principe / Hochfirst                           | 3403            |
| Hohe Geige                                           | 3395            |
| Punta della Gallina / Hennesiglspitze                | 3356            |
| Puitkogel                                            | 3345            |
| Monte Rosso                                          | 3337            |
| Cima Tessa                                           | 3318            |
| Cima Bianca Grande                                   | 3281            |
| Punta della Vedretta/Im Hintern Eis                  | 3269            |
| Cima Fiammante                                       | 3219            |

## Valichi

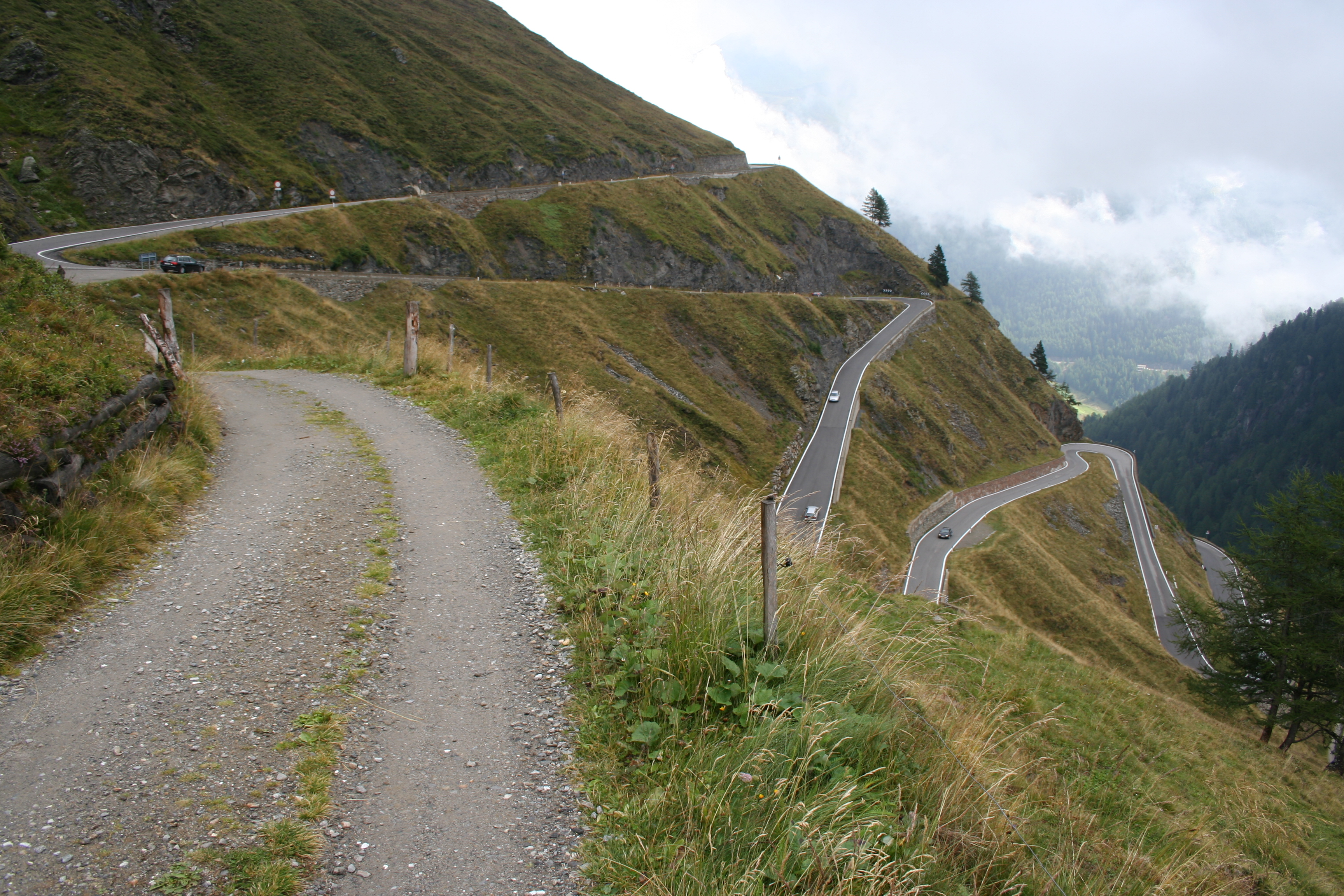
Passo del Rombo

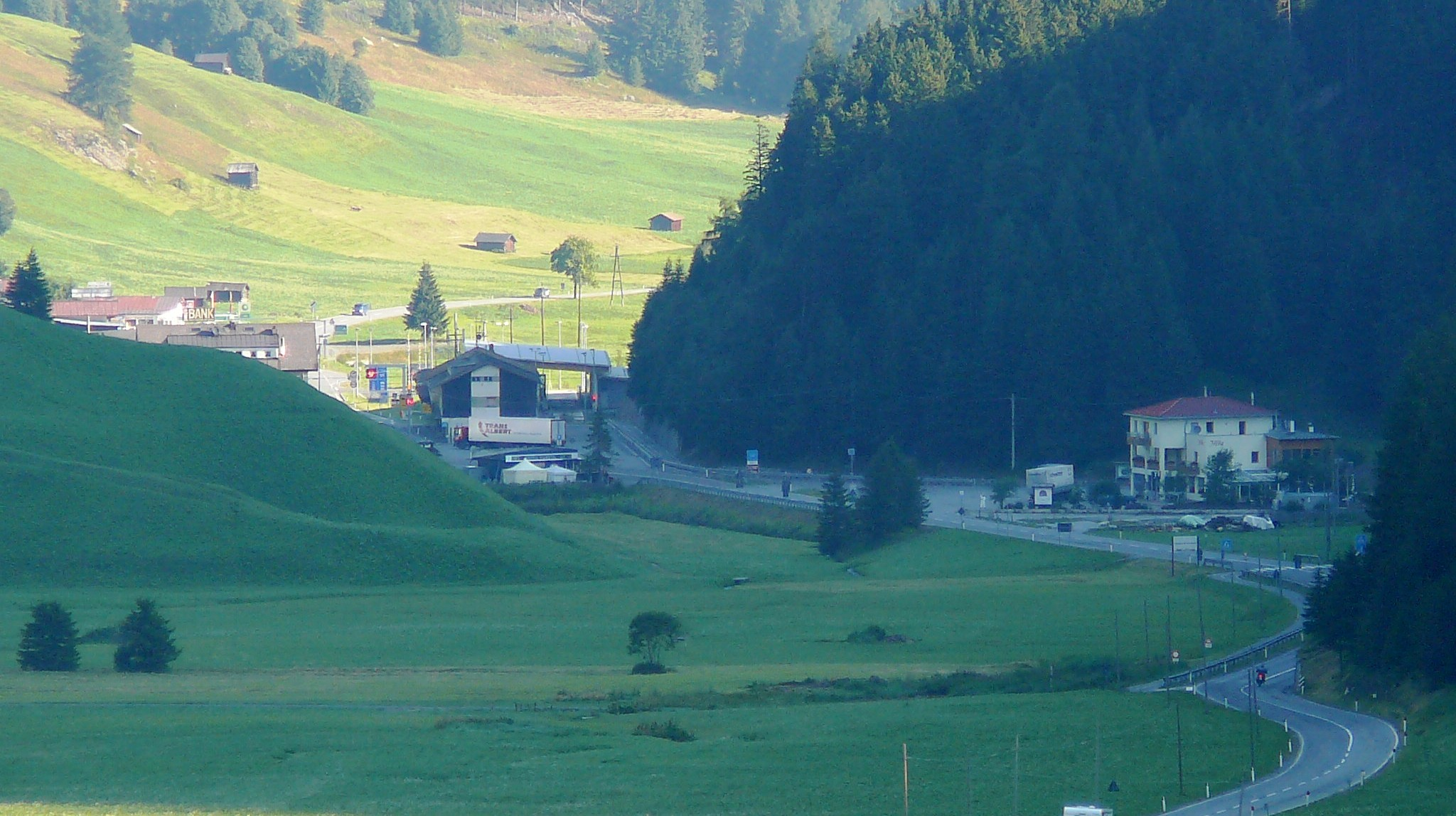
Passo Resia

I principali valichi alpini che interessano le Alpi Venoste sono:
| Nome             | località collegate               | tipo   | altezza (in metri) |
| ---------------- | -------------------------------- | ------ | ------------------ |
| Gepatschjoch     | da Vent alla Kaunertal           | neve   | 3243               |
| Ramoljoch        | da Vent a Gurgl                  | neve   | 3194               |
| Langtaufererjoch | da Vent al Passo Resia           | neve   | 3167               |
| Gurgler Eisjoch  | da Gurgl a Senales               | neve   | 3137               |
| Langthalerjoch   | da Gurgl a Pfelders-Plan         | neve   | 3058               |
| Giogo Basso      | da Vent a Senales                | neve   | 3017               |
| Pitztalerjöchl   | da Mittelberg (Pitztal) a Sölden | neve   | 2995               |
| Eisjöchl am Bild | da Pfelders a Senales            | neve   | 2908               |
| Venter Hochjoch  | da Vent a Kurzras                | neve   | 2885               |
| Passo del Rombo  | da Sölden a Merano               | strada | 2509               |
| Passo Resia      | da Landeck a Merano              | strada | 1494               |

## Rifugi

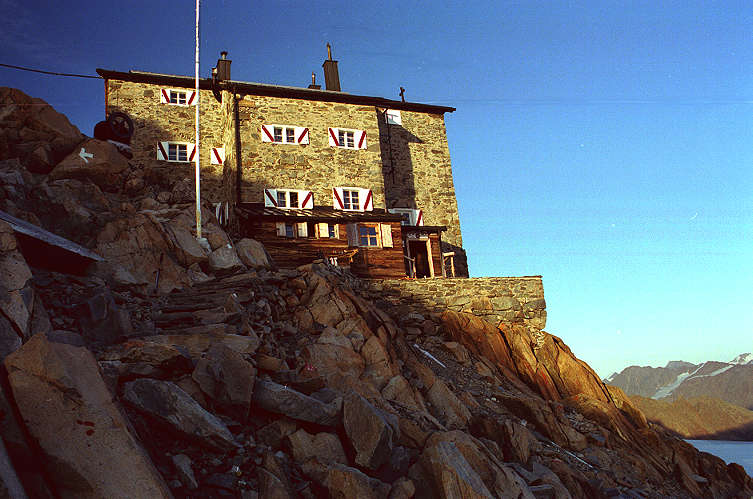
Il Brandenburger Haus.

Per facilitare l'escursionismo e la salita alle vette sono presenti diversi rifugi:
- Brandenburger Haus - 3.272 m
- Rifugio Similaun - 3.017 m
- Rifugio Francesco Petrarca - 2.875 m
- Rifugio Bella Vista - 2.848 m
- Rifugio Oberettes -2.670 m
- Rifugio Pio XI alla Palla Bianca - 2.542 m
- Martin Busch Hütte - 2.501 m
- Rifugio Hochjochhospiz - 2.412 m
- Rifugio Cima Fiammante - 2.259 m